# Shaheed Tajul Islam

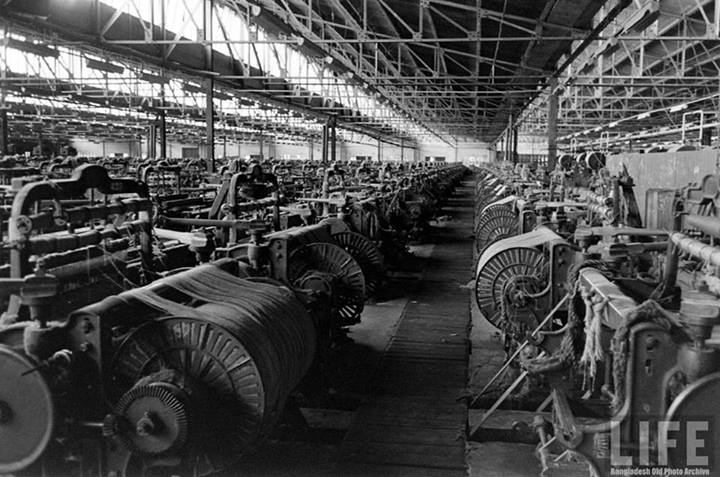
Adamjee Jute Mill, Maschinenhalle

Shaheed Tajul Islam (bengalisch শহীদ তাজুল ইসলাম, geb. 1950, Chandpur, Ostpakistan; gest. 1. März 1984, Adamjee Jute Mills, Narayanganj, Bangladesch) arbeitete als Schichtarbeiter in den Adamjee Jute Mills in Bangladesch. Er wurde am 29. Februar 1984 in der Fabrik von Bewaffneten tödlich verwundet, die aus Loyalität zum autokratischen Regime von Hussain Muhammad Ershad die Gewerkschaften bekämpften. Er starb am 1. März.

## Leben
Tajul Islam hatte eine höhere Bildung in Wirtschaftswissenschaften an der Dhaka University erhalten (1968) und engagierte sich seit 1974 in der Gewerkschaftsbewegung. Er wurde der Führer der Adamjee Majdur (Worker) Trade Union.
1984 riefen elf Arbeitervereinigungen in den Mühlen und Fabriken zu einem Streik auf. Am 1. März, dem Todestag von Tajul Islam, demonstrierten sie dafür, dass fünf Forderungen umgesetzt würden: unter anderem das Recht Gewerkschaften zu bilden und einen Mindestlohn von 650 Taka. Die damaligen Allianzen der 15 Parteien und der 7 Parteien bekundeten ihre Solidarität mit dem Programm und forderten die Aufhebung des Kriegsrechts. Tajul Islam gilt als Märtyrer der Bewegung.